# Dmitrij Sucharev
Dmitrij Vladimirovič Sucharev (in russo Дмитрий Владимирович Сухарев ?; Čkalovsk, 25 dicembre 1960) è un ex cestista russo, fino al 1991 sovietico.

## Carriera
Con l'Unione Sovietica ha disputato i Campionati mondiali del 1990, con la Squadra Unificata i Giochi olimpici di Barcellona 1992 e con la Russia i Campionati europei del 1993.

## Palmarès
- Campionato sovietico: 2

CSKA Mosca: 1982-83, 1983-84